# Potosi (Missouri)
Potosi is een plaats (city) in de Amerikaanse staat Missouri, en valt bestuurlijk gezien onder Washington County.

## Demografie
Bij de volkstelling in 2000 werd het aantal inwoners vastgesteld op 2662.
In 2006 is het aantal inwoners door het United States Census Bureau geschat op 2732, een stijging van 70 (2,6%).

## Geografie
Volgens het United States Census Bureau beslaat de plaats een oppervlakte van
5,7 km², geheel bestaande uit land. Potosi ligt op ongeveer 275 m boven zeeniveau.

## Plaatsen in de nabije omgeving
De onderstaande figuur toont nabijgelegen plaatsen in een straal van 24 km rond Potosi.